# Flamryggar
Flamryggar (Euchrepomis) är ett fågelsläkte i familjen myrfåglar inom ordningen tättingar: Släktet omfattar fyra  arter som förekommer från Costa Rica till västra Bolivia:
- Rostgumpad flamrygg (E. callinota)
- Kastanjeskuldrad flamrygg (E. humeralis)
- Gulgumpad flamrygg (E. sharpei)
- Gråvingad flamrygg (E. spodoptila)

Tidigare inkluderades arterna i Terenura.